# Robert Carr, 1.º Conde de Somerset
Robert Carr, 1.º Conde de Somerset (c. 1587 – 17 de julho de 1645) foi um político e favorito do rei Jaime VI e I.

## Fundo

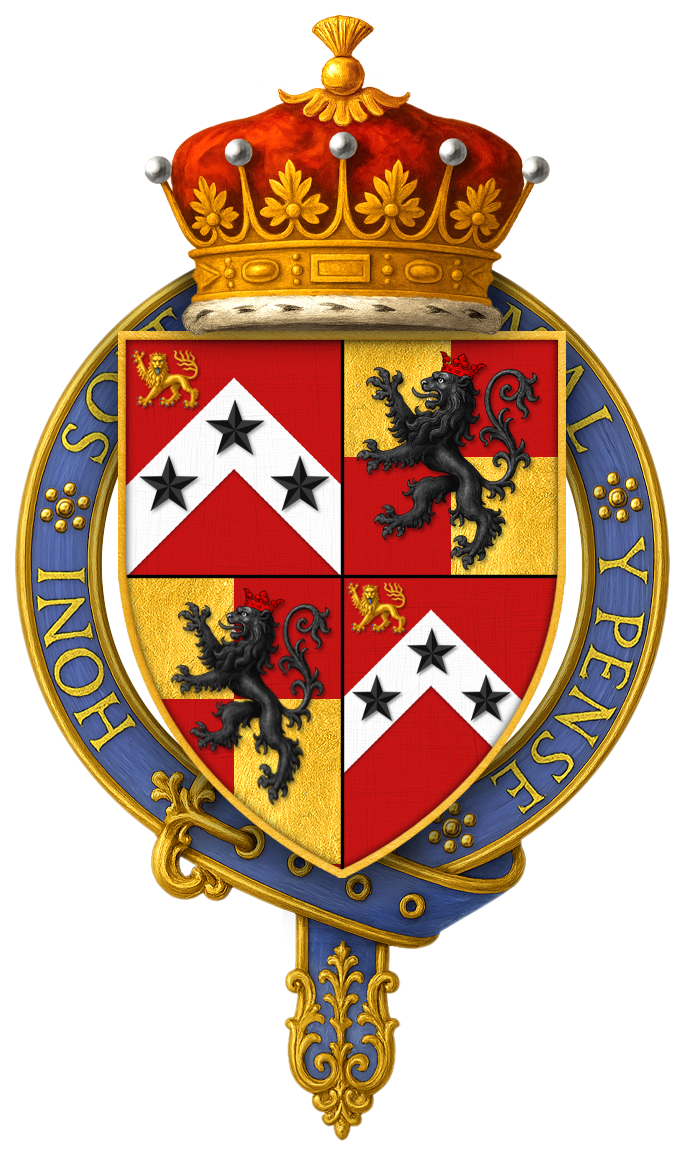
Brasão esquartejado de Sir Robert Carr, 1.º Conde de Somerset, KG (1º e 4º Gules em um chevron Argent com três mullets Gules em chefe destro, um leão passant guardant Or para Carr; 2º e 3º Or esquartelado e Gules no geral, um leão rampante Sable coroado ducalmente Gules para aumento de Rochester).

Robert Kerr nasceu em Wrington, Somerset, Inglaterra, filho mais novo de Sir Thomas Kerr (Carr) de Ferniehurst, Escócia, com sua segunda esposa, Janet Scott, irmã de Walter Scott de Buccleuch .  Por volta de 1601, quando era um obscuro pajem de Sir George Home, ele conheceu Thomas Overbury em Edimburgo . Os dois se tornaram amigos e viajaram juntos para Londres. Overbury logo se tornou secretária de Carr. Quando Carr iniciou sua carreira na corte, Overbury se tornou mentor, secretário e conselheiro político de seu amigo mais carismático, o cérebro por trás da ascensão constante de Carr à proeminência.

## O favorito do rei
Em 1607, Carr quebrou a perna em uma luta corpo a corpo, da qual o Rei Jaime VI e I estávamos presentes. Segundo Thomas Howard, 1.º Conde de Suffolk, o rei lhe ensinou latim .  Posteriormente, o rei nomeou o jovem Carr cavaleiro e o acolheu. Sir Walter Raleigh, por meio de seu promitente, perdeu seu direito vitalício ao feudo de Sherborne, embora ele tivesse executado anteriormente uma escritura pela qual a propriedade seria passada após sua morte para seu filho mais velho (uma escritura que ajudou a codificar muitos aspectos do uso inglês da primogenitura, ainda em prática até hoje). Infelizmente para Raleigh, este documento foi tornado inútil devido a uma falha que deu ao rei a posse eventual da propriedade. Seguindo o conselho de Robert Cecil, 1.º Conde de Salisbury, seu Secretário de Estado, James conferiu o feudo a Carr. O caso foi discutido em juízo e, em 1609, foi dado julgamento a favor da Coroa. Aparentemente, Lady Raleigh recebeu uma compensação inadequada, e Carr imediatamente tomou posse. A influência de Carr tornou-se tal que, em 1610, ele foi fundamental para persuadir o rei a dissolver o Parlamento, que havia mostrado sinais de atacar os favoritos escoceses do rei. Em 24 de março de 1611, ele foi criado Visconde Rochester e, posteriormente, Conselheiro Privado.  

## Casamento com Frances Howard

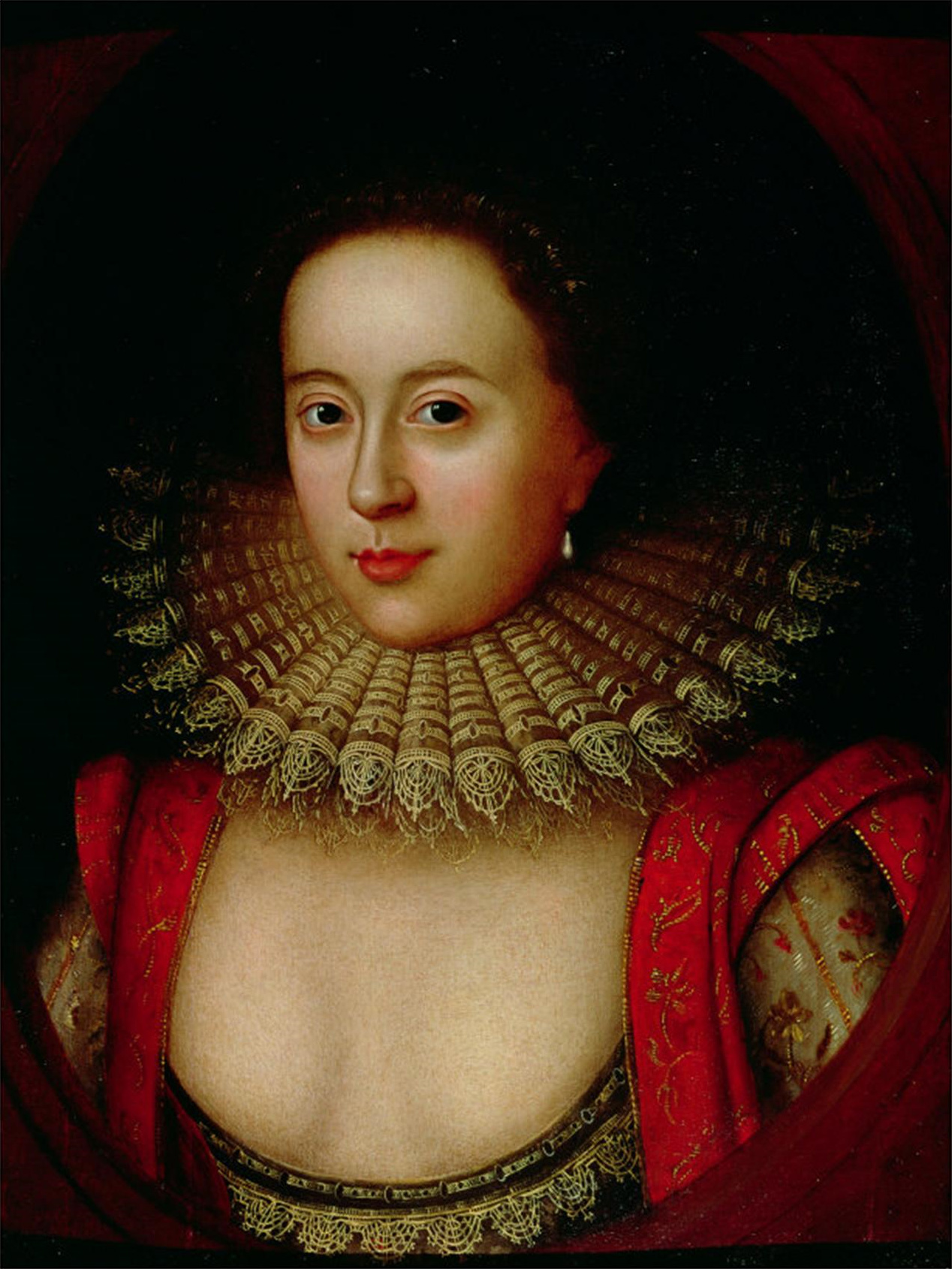
Retrato de Frances Howard por William Larkin, c. 1615

Quando Salisbury morreu em 1612, James teve a ideia de governar pessoalmente como seu próprio Ministro de Estado, com Carr desempenhando muitas das funções anteriores de Salisbury e atuando como secretário do rei.  Mas a incapacidade de James de acompanhar atentamente os negócios oficiais expôs o governo ao facciosismo.  O partido Howard, composto por Henry Howard, 1.º Conde de Northampton ; Thomas Howard, 1.º Conde de Suffolk ; seu genro William Knollys, 1.º Conde de Banbury ; Charles Howard, 1.º Conde de Nottingham, e Sir Thomas Lake, logo assumiu o controle de grande parte do governo e seu patrocínio. Até mesmo o poderoso Carr, pouco experiente para as responsabilidades que lhe foram confiadas e muitas vezes dependente do seu amigo íntimo Overbury para assistência com documentos governamentais,  caiu no campo de Howard. Ele fez isso depois de começar um caso com Frances Howard, Condessa de Essex, filha do Conde de Suffolk.
Overbury desconfiava dos Howards e ainda tinha a atenção de Carr, e tentou impedir o casamento. Para removê-lo da corte, a facção Howard manipulou Overbury para que parecesse desrespeitoso com a rainha . Eles então persuadiram o rei a oferecer a Overbury uma missão como embaixador na corte do czar Miguel da Rússia, cientes de que sua recusa seria equivalente a traição. O plano funcionou e Overbury recusou, desejando permanecer na Inglaterra e ao lado do amigo. Em 22 de abril de 1613, Overbury foi colocado na Torre de Londres a "pedido" do rei,  morrendo ali cinco meses depois, em 15 de setembro "de causas naturais".
Em 25 de setembro de 1613, e apoiada pelo rei, Lady Essex obteve um decreto de nulidade do casamento contra seu marido, Robert Devereux, 3.º Conde de Essex . Em 3 de novembro de 1613, Carr foi promovido ao Condado de Somerset e, em 23 de dezembro, nomeado Tesoureiro da Escócia . Em 26 de dezembro, Lady Essex se casou com Carr. As festividades do casamento incluíam a Máscara das Flores, retratando uma cena na Virgínia. 

## Cultura material
Um inventário dos bens do Conde de Somerset foi feito em novembro de 1615, a pedido de Sir Edward Coke. O criado do conde, Walter James, ajudou a fazer o inventário dos quarenta quartos de seus aposentos no Palácio de Whitehall . Havia uma cama com pilares dourados, cortinas de veludo roxo e forrada com damasco de seda amarela, tapeçarias das Guerras de Troia e da história romana, além de duas harpas irlandesas, uma tiorba e um alaúde. Somerset tinha mais de 100 pinturas em uma galeria de quadros em uma antiga pista de boliche, os temas incluíam Adoração dos Pastores, Os Reis Magos e Sansão e Dalila. Sir George More recebeu a custódia de suas joias e louças, incluindo botões de diamante e faixas de chapéu. George More devolveu uma corrente com diamantes ao ourives George Heriot, pois Somerset não havia pago a conta de £ 250.  Algumas das tapeçarias e pinturas de Somerset foram colocadas sob a custódia de seu amigo, o cortesão escocês Henry Gibb . 
Somerset pode ter começado a colecionar pinturas para consolidar sua posição na corte.  Ele deu instruções ao diplomata William Trumbull para comprar para ele em Bruxelas. Seus agentes em Veneza eram Isaac Wake e Dudley Carleton .  Carleton trabalhou com Daniel Nys para fornecer quinze pinturas, incluindo obras de Tintoretto para a galeria Bowling Alley, e vinte e nove caixas de mármores antigos (gregos e romanos antigos). Os mármores chegaram depois da desgraça de Somerset e Carleton teve dificuldades em encontrar outro comprador. 

## Na cultura popular
A ascensão e queda de Robert Carr e seu relacionamento com Thomas Overbury são o tema do romance de Rafael Sabatini de 1930, The Minion, escrito pouco antes do divórcio de Sabatini de sua primeira esposa em 1931.  (Dado o tom mais trágico ' The Minion, pode ter sido o divórcio de Sabatini que manchou seu estilo de escrita normalmente otimista, onde o herói vence).
Laurie Davidson o interpreta na minissérie Mary & George.